# Wut (film)
Wut è un film televisivo del 2006 diretto da Züli Aladag.
L'emittente televisiva ARD aveva pensato inizialmente di trasmettere il film il 27 settembre 2006 in prima serata, ma a causa dei temi trattati decise di posticipare la sua trasmissione al 29 settembre in seconda serata.

## Trama
Simon Laub, professore di letteratura, e sua moglie Christa, agente immobiliare, vivono con il figlio Felix in un tranquillo quartiere di Berlino. Ben presto, quest'ultimo si scontra con Can, figlio di un fruttivendolo turco e capo di una banda, il quale inizia a tormentare la famiglia Laub.